# Bánh trung thu

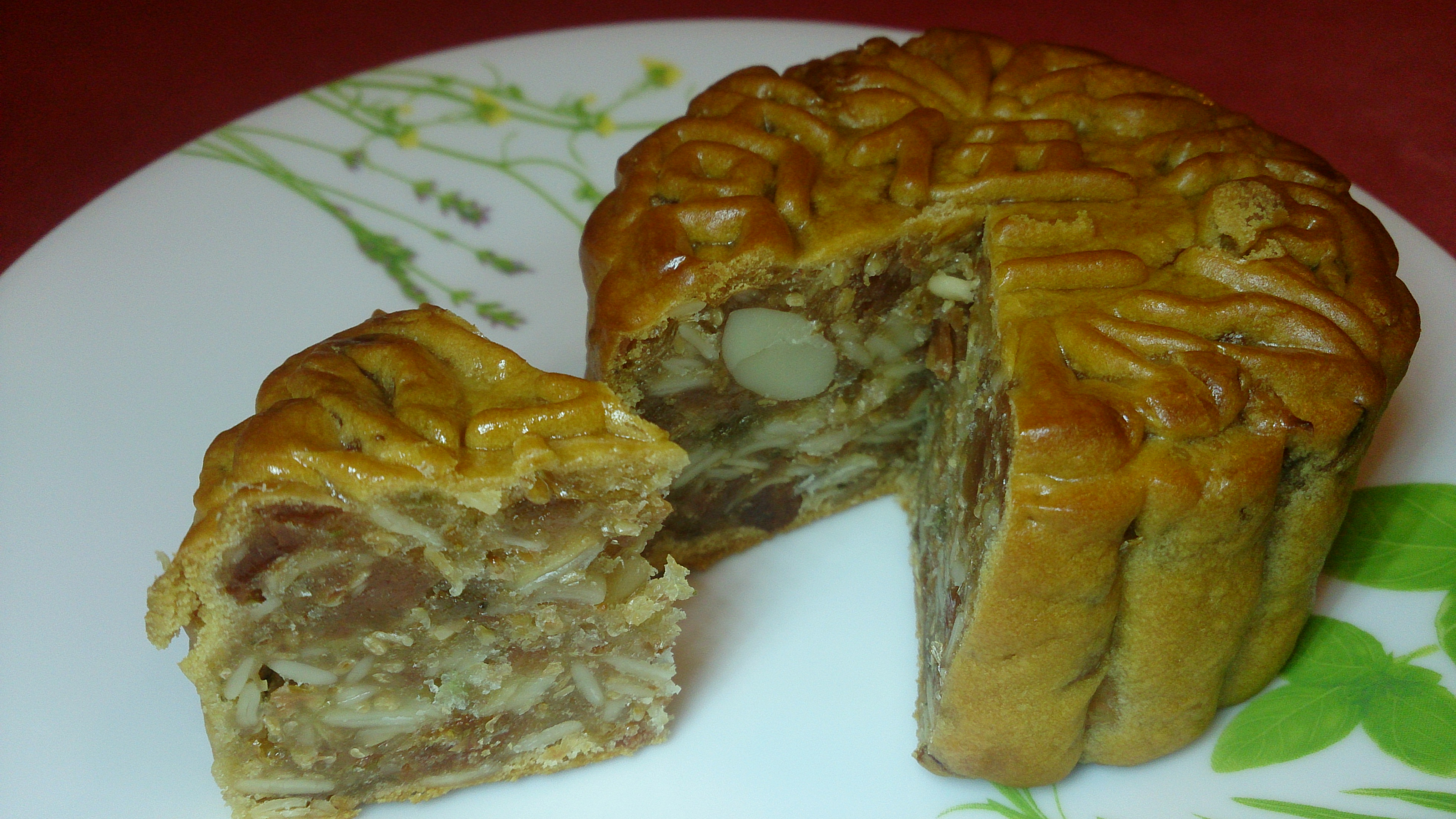
Một miếng bánh nướng nhân thập cẩm

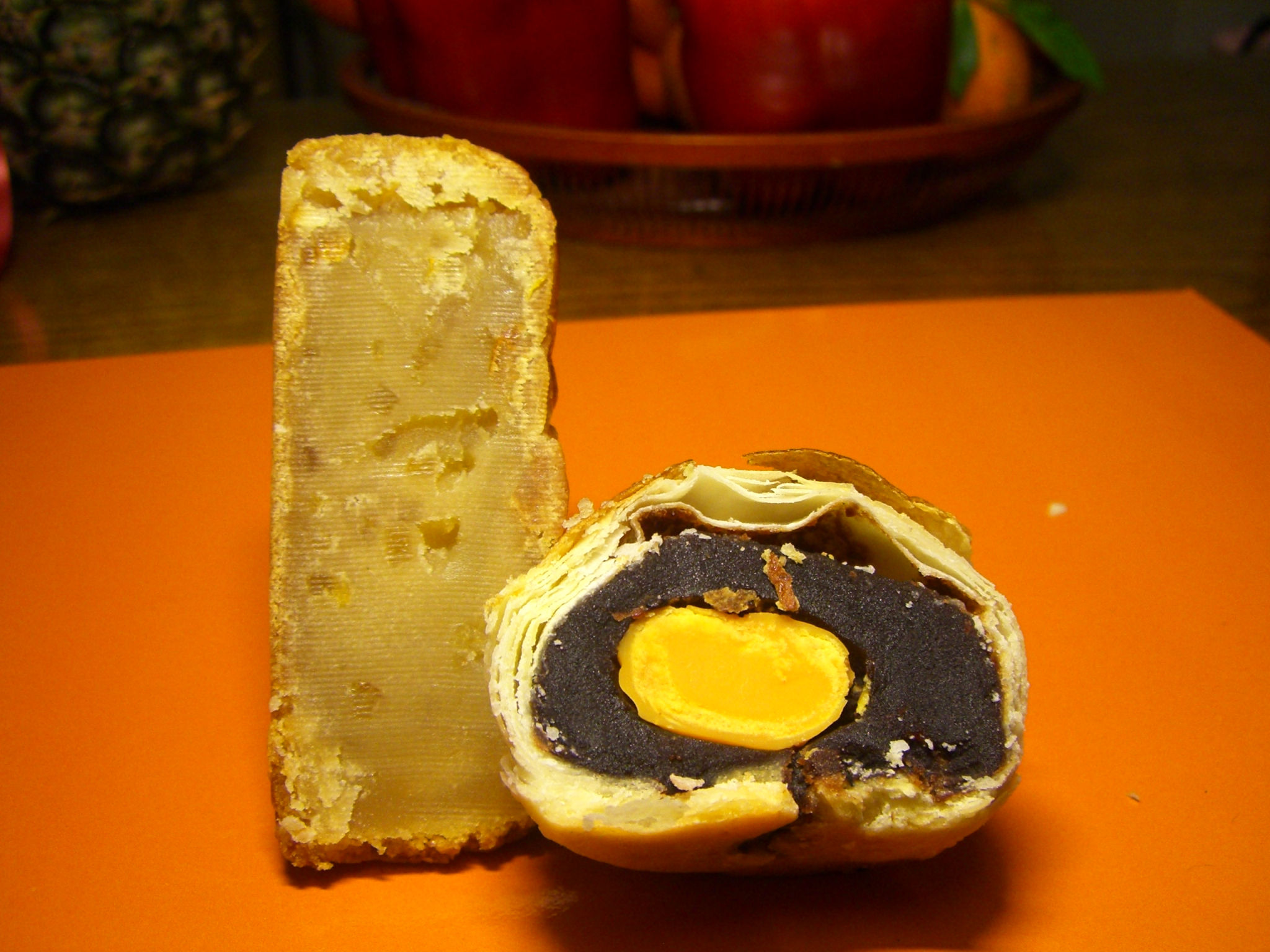
Bánh nướng được bổ đôi gồm nhân đậu đỏ và trứng muối bên cạnh bánh nướng nhân khoai lang vàng

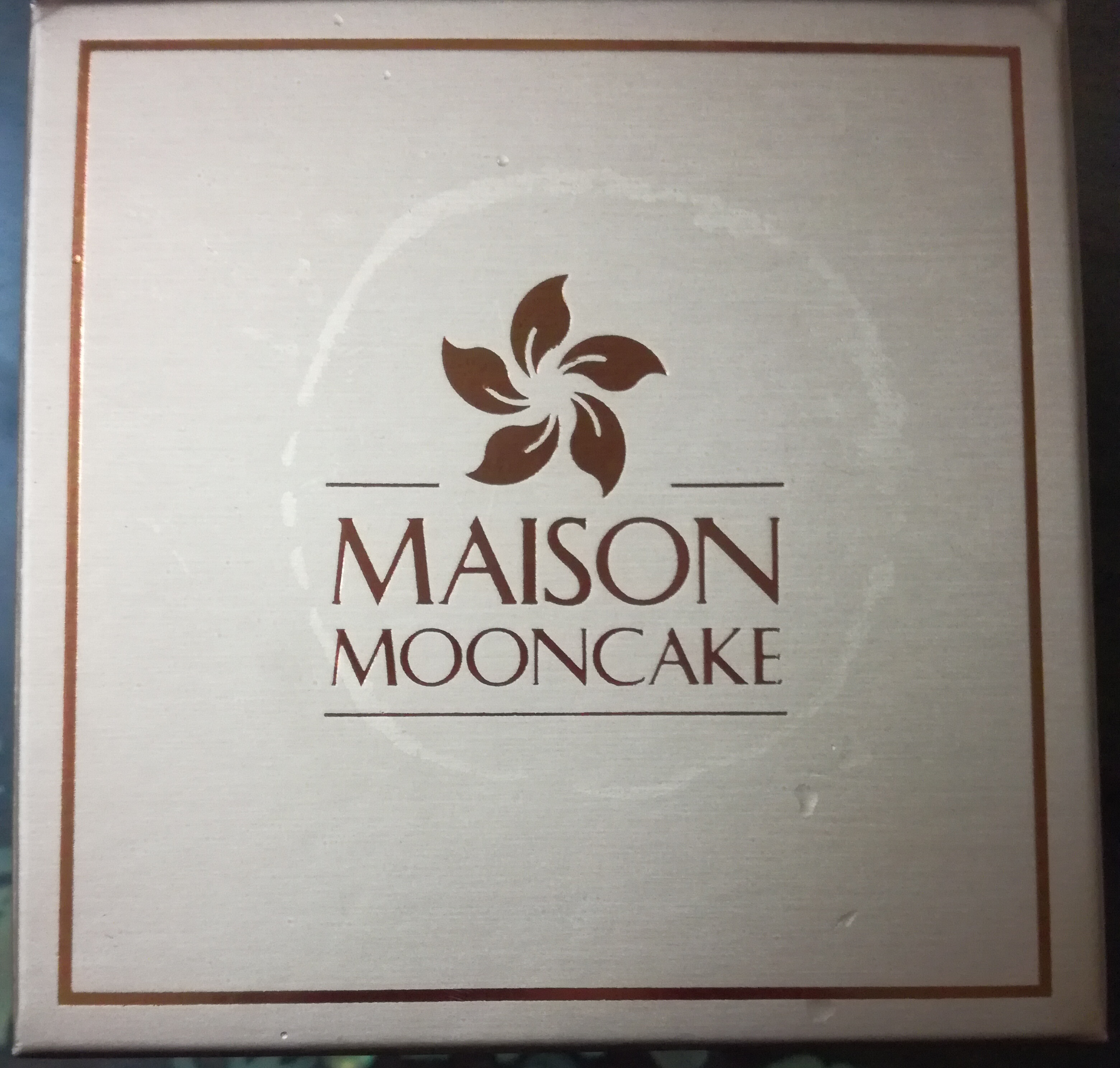
Hộp bánh trung thu

Bánh trung thu là một loại bánh thường được ăn trong dịp Trung thu có nguồn gốc từ Trung Quốc nhưng các nước, các vùng có những biến thể khác nhau. Ở Việt Nam nó được chỉ cho loại bánh nướng và bánh dẻo có nhân ngọt thường được dùng trong dịp Tết Trung thu. Bánh trung thu thường có dạng hình tròn (đường kính khoảng 10 cm) hay hình vuông (chiều dài cạnh khoảng 7–8 cm), chiều cao khoảng 4–5 cm, không loại trừ các kích cỡ to hơn, thậm chí khổng lồ. Ngoài ra, bánh trung thu còn có nhiều kiểu dáng khác nhưng phổ biến hơn là kiểu lợn mẹ với đàn con, cá chép.

## Từ nguyên
Bánh trung thu có tên gọi trong tiếng Trung là nguyệt bính (tiếng Trung: 月餅; Hán-Việt: Nguyệt bính; bính âm: Yuèbǐng), cung bính (宮餅) ,  tiểu bính (小餅) và nguyệt đoàn (月團), tiếng Anh là moon cake, nghĩa đen là bánh mặt trăng.
Bánh trung thu điển hình là bánh ngọt tròn, đường kính khoảng 10 cm và thường dày từ 3 đến 4 cm, và thường được ăn ở Trung Quốc. Nhân bánh phong phú, thường có vị ngọt, được làm từ đậu đỏ hoặc bột hạt sen được bao quanh bởi lớp vỏ mỏng (2 đến 3mm) và có thể chứa lòng đỏ trứng vịt muối. Bánh trung thu thường được ăn trong nêm nhỏ kèm theo uống trà nóng hoặc rượu.
Ngày nay, theo thông lệ, các doanh nhân và gia đình sẽ tặng chúng cho khách hàng hoặc người thân của họ làm quà tặng, giúp thúc đẩy nhu cầu về bánh trung thu cao cấp.
Do ảnh hưởng của văn hóa Trung Quốc, Tết Trung thu cũng cộng đồng người châu Á tổ chức ở các khu vực khác của châu Âu, châu Mỹ. Bánh trung thu cũng được bày bán ở các nước phương Tây như một hình thức giao thoa văn hóa tinh tế.

## Lịch sử

### Tết Trung thu
Lễ hội được liên kết chặt chẽ với truyền thuyết của Hằng Nga - nữ thần Mặt trăng bất tử. Theo Kinh Lễ, một cuốn sách cổ của Trung Quốc ghi lại các phong tục và nghi lễ, Hoàng đế Trung Quốc nên hiến tế cho mặt trời vào mùa xuân và mặt trăng vào mùa thu. Ngày 15 tháng 8 âm lịch là ngày gọi là Trung thu. Đêm vào ngày 15 tháng 8 âm lịch cũng được gọi là "Đêm của mặt trăng".
Vì vai trò trung tâm của nó trong lễ hội Trung thu, bánh trung thu vẫn phổ biến ngay cả trong những năm gần đây. Đối với nhiều người, họ tạo thành một phần trung tâm của trải nghiệm lễ hội Trung thu mà ngày nay thường được gọi là 'Lễ hội bánh trung thu'.

### Thờinhà Minh
Có một câu chuyện dân gian về sự lật đổ của Đế chế Mông Cổ được tạo điều kiện bởi các thông điệp nhập lậu trong bánh trung thu.
Bánh trung thu được các nhà cách mạng nhà Minh sử dụng trong nỗ lực lật đổ các nhà cai trị Mông Cổ của Trung Quốc vào cuối triều Nguyên. Ý tưởng được cho là do Chu Nguyên Chương và cố vấn của ông Lưu Bá Ôn nghĩ ra, người đã truyền đi một tin đồn rằng một bệnh dịch chết người của "Thiêu bính ca" đã lan rộng và đó là cách duy nhất để ngăn chặn nó là ăn bánh trung thu đặc biệt. Giai thoại truyền lại rằng, có một lần Chu Nguyên Chương ăn bánh nướng. Sau khi cắn một miếng, ông cho chiếc bánh vào một cái bát rồi đậy lại và hỏi Lưu Bá Ôn xem trong bát là thứ gì. Lưu đại thần bấm ngón tay rồi thưa: "Nửa như mặt trời, nửa như trăng, vừa được kim long cắn một miếng, đó chính là bánh nướng". Sau khi mở chiếc bát ra, quả nhiên đó chính là chiếc bánh nướng mà Chu Nguyên Chương vừa cắn dở. Từ sau việc này, Hoàng đế họ Chu càng thêm trọng dụng và tin tưởng Lưu Bá Ôn. Điều này đã thúc đẩy sự phân phối nhanh chóng của bánh trung thu. Bánh trung thu chứa một thông điệp bí mật điều phối cuộc nổi dậy của người Hán vào ngày 15 tháng 8 âm lịch.
Một phương pháp khác để ẩn thông điệp là in nó lên các bề mặt của bánh trung thu (có gói bốn chiếc), như một câu đố đơn giản hoặc là một câu thần chú. Để đọc thông điệp, mỗi trong bốn chiếc bánh trung thu được cắt thành bốn phần. 16 mảnh kết quả được ghép lại với nhau để tiết lộ thông điệp. Những miếng bánh trung thu sau đó được ăn để phá hủy thông điệp.

## Từ truyền thống đến hiện đại
Những loại bánh trung thu truyền thống thường gồm có một lớp vỏ mỏng (bề dày không quá 1 cm), làm bằng bột mì, ít hương vị, bao bọc khối nhân rất ngọt và hơi có dầu. So với các loại bánh ngọt phương Tây, bánh trung thu có độ ngọt hơn rất nhiều. Thời xưa, nhân bánh thường là những quả trứng muối tượng trưng cho trăng rằm. Vị mặn của trứng muối dường như "trung hòa" cho vị ngọt của các nguyên liệu khác. Bánh trung thu được đem nướng sau khi đã định hình.
Ở Trung Quốc, trên mặt bánh trung thu thường in những chữ mang thông điệp tốt lành (như "song hỷ", "cát tường"), hay tên của cơ sở sản xuất. Bên cạnh đó là biểu tượng của Mặt Trăng, Hằng Nga, Thỏ Ngọc, hình hoa lá, như là sự trang trí bổ sung.
Bánh trung thu hiện đại phần lớn là sự cách tân kiểu dáng là nguyên liệu của nhân bánh. Nếu như truyền thống làm nhân bánh bằng trứng muối thì bây giờ nó có thể là đậu xanh, khoai môn, jambon, các hương liệu như: cà phê, sô-cô-la, matcha, tiramisu, các loại trái cây v.v. Thập kỷ 1980 xuất hiện các kiểu bánh trung thu được làm lạnh (bánh dẻo lạnh). Những năm gần đây còn xuất hiện loại bánh trung thu dành cho người ăn kiêng (bánh trung thu chay).
Bánh trung thu thường đắt hơn nhiều so với giá trị thực của nó bởi lẽ việc sản xuất và kinh doanh chỉ mang tính thời vụ và thị trường phục vụ chỉ là những nơi mà Tết Trung thu có tầm ảnh hưởng lớn như các nước châu Á như Trung Quốc, Đài Loan, Việt Nam, Singapore, Nhật Bản, Hàn Quốc.

## Quy trình làm bánh
Bánh trung thu bao gồm hai thành phần cơ bản là vỏ bánh và nhân bánh, và tùy theo vỏ bánh (làm bằng bột mì hay bằng bột gạo, bột gạo nếp) cũng như quy trình chế biến (làm chín bằng lò nướng hay không) mà người ta lại chia thành bánh nướng và bánh dẻo. Các nguyên liệu làm nhân bánh có thể bao gồm đậu xanh, mứt, xá xíu, lạp xường, trứng muối, đường, dầu ăn, mỡ lợn, hạt sen, hạt dưa v.v. Hiện hạt dưa để làm bánh Trung thu cũng có những mối lo về việc gây hại sức khoẻ nên người ta thay vào đó các loại hạt ngũ cốc khác như hạt óc chó, hạt mắc ca, hạt điều, hạt hướng dương,...
Bánh nướng có vỏ làm từ bột mì, nước đường đun lẫn mạch nha, dầu ăn. Sau khi nặn bột đã ngào bao quanh nhân bánh, người làm bánh cho bánh vào khuôn ép rồi đem bánh nướng trong lò cho tới khi chín. Trong quá trình nướng bánh được phết thêm lòng đỏ trứng.
Bánh dẻo có vỏ và nhân đều đã được làm chín từ trước, ngoài ra cũng thường gặp bánh dẻo chay không nhân. Bột vỏ bánh được làm từ gạo nếp rang rây mịn, chút hương liệu như vani hay nước hoa bưởi, nước đường. Người làm bánh ngào bột, bao nhân và đem ép trong khuôn đã rắc chút bột chống dính. Sau khi tháo khuôn bánh đã có thể sử dụng được ngay không cần bất cứ biện pháp chế biến nào khác.

## Bánh trung thu tại một số quốc gia châu Á

### Trung Quốc

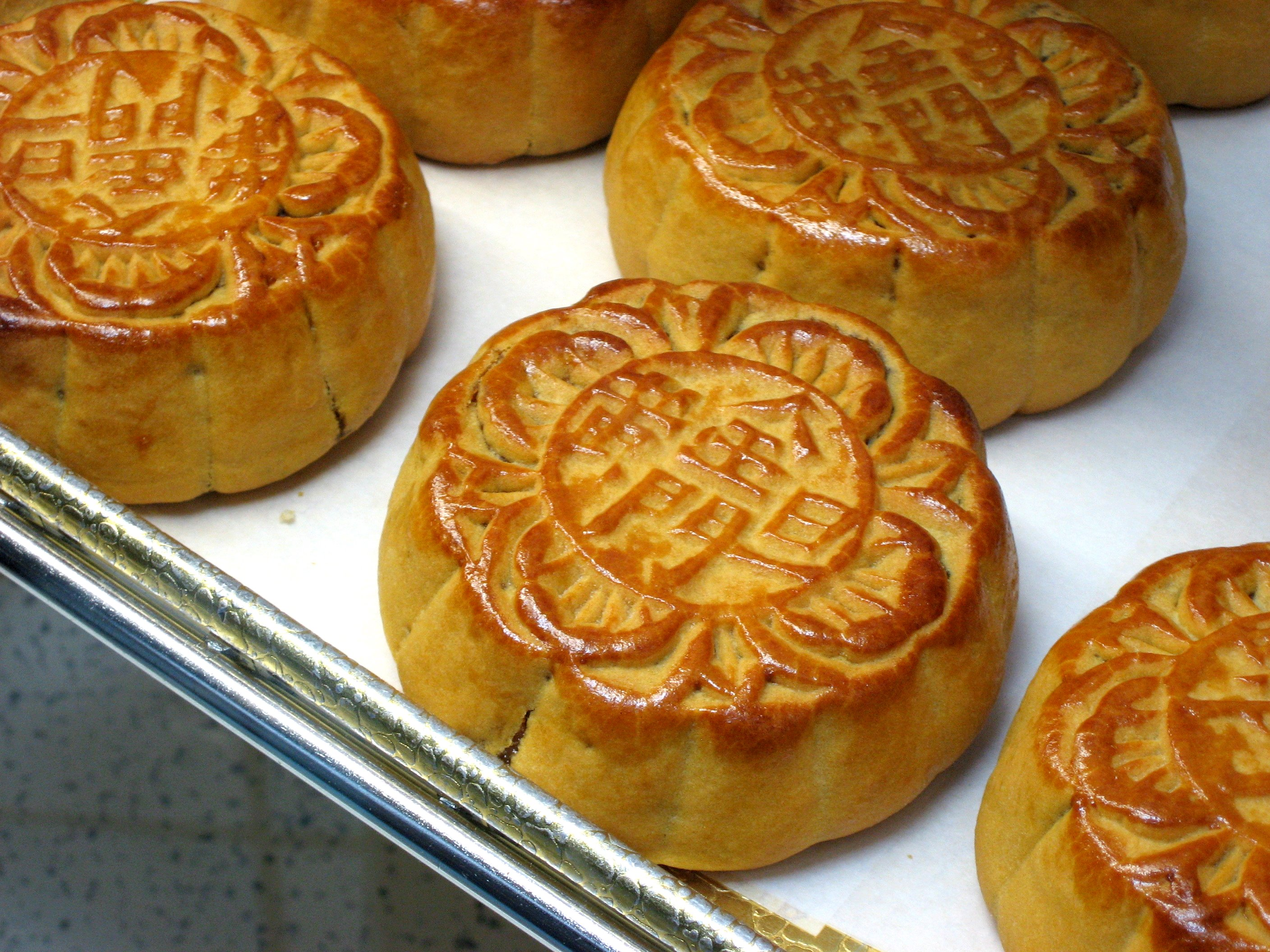
Bánh nướng tại một cửa hiệu người Hoa ở Chinatown, San Francisco

Trong phong tục của người Trung Quốc, tết Trung thu còn gọi là tết đoàn viên, thời điểm mọi thành viên trong gia đình tụ họp. Chính bởi vậy bánh trung thu của Trung Quốc theo truyền thống thường có hình tròn, tượng trưng cho "đoàn viên" và ý nghĩa này bắt nguồn từ đời nhà Minh. Bánh thường mang tên "bánh trăng", "bánh mặt trăng" (月餅 "nguyệt bính", Yuebing) Bề mặt bánh thường in các chữ ngụ ý tốt lành. Ngày nay, bánh trung thu có nhiều hình dạng hơn, bao gồm cả hình vuông, hình các con giống, và được làm bằng nhiều nguyên liệu mới lạ, thậm chí chia thành nhiều kiểu loại đặc trưng Quảng Đông, Tô Châu hay Bắc Kinh. Trong văn học Trung Quốc, có một loại bánh trung thu được nêu trong tiểu thuyết võ hiệp của Cổ Long, truyện về Sở Lưu Hương là bánh trung thu "Hằng Nga hận" do tiệm bánh Tam Nhật Khai sản xuất, nổi danh giang hồ.
Ngoài ra, người Triều Châu còn có món bánh hoa sen ngàn lớp được ăn vào dịp Trung thu (giản thể: 莲花酥月饼; phồn thể: 蓮花酥月餅; bính âm: Liánhuā sū yuèbǐng; Hán Việt: liên hoa tô nguyệt bính). Bánh thuộc dòng bánh trung thu chiên ngàn lớp, không dùng phương pháp nướng và nguyên liệu gồm bột mì, đường, sữa, mỡ trừu và đậu đỏ hay hạt sen nhuyễn.

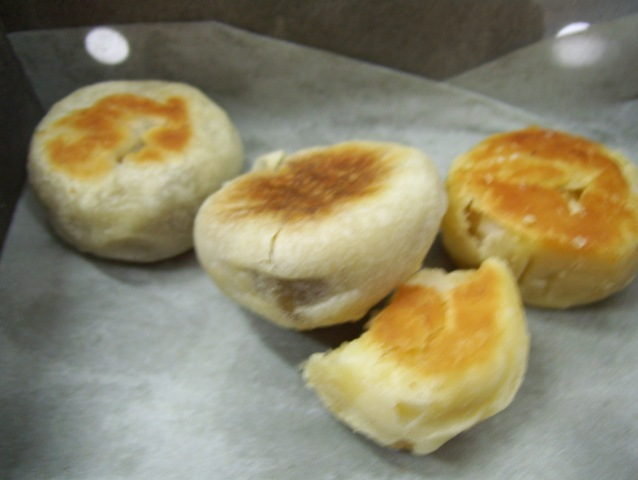
Một hộp bánh pía Triều Châu

Bánh pía (tiếng Trung: 朥饼; Bạch thoại tự: lâ-piáⁿ là món bánh ngọt ngàn lớp có nhân và là bánh trung thu truyền thống xuất phát từ Triều Châu, Trung Quốc và được du nhập vào các khu phố người Hoa trên thế giới. Đặc biệt ở Đông Nam Á, nơi có Hoa Kiều cư ngụ là Malaysia, Indonesia, Philippines và Singapore. Ở Indonesia, bánh có tên gọi là
Bakpia Pathok. Tại tỉnh Vân Nam, Trung Quốc, bánh pía thường có nhân giăm bông được gọi là "Vân Nam hoả thoái nguyệt bính" (tiếng Trung: 云南火腿月饼; bính âm: Yúnnán huǒtuǐ yuèbǐng) và nhân làm từ cánh hoa ướp đường gọi là  "Vân Nam tiên hoa bính" (tiếng Trung: 云南鲜花饼; bính âm: Yúnnán xiānhuā bǐng).

### Việt Nam

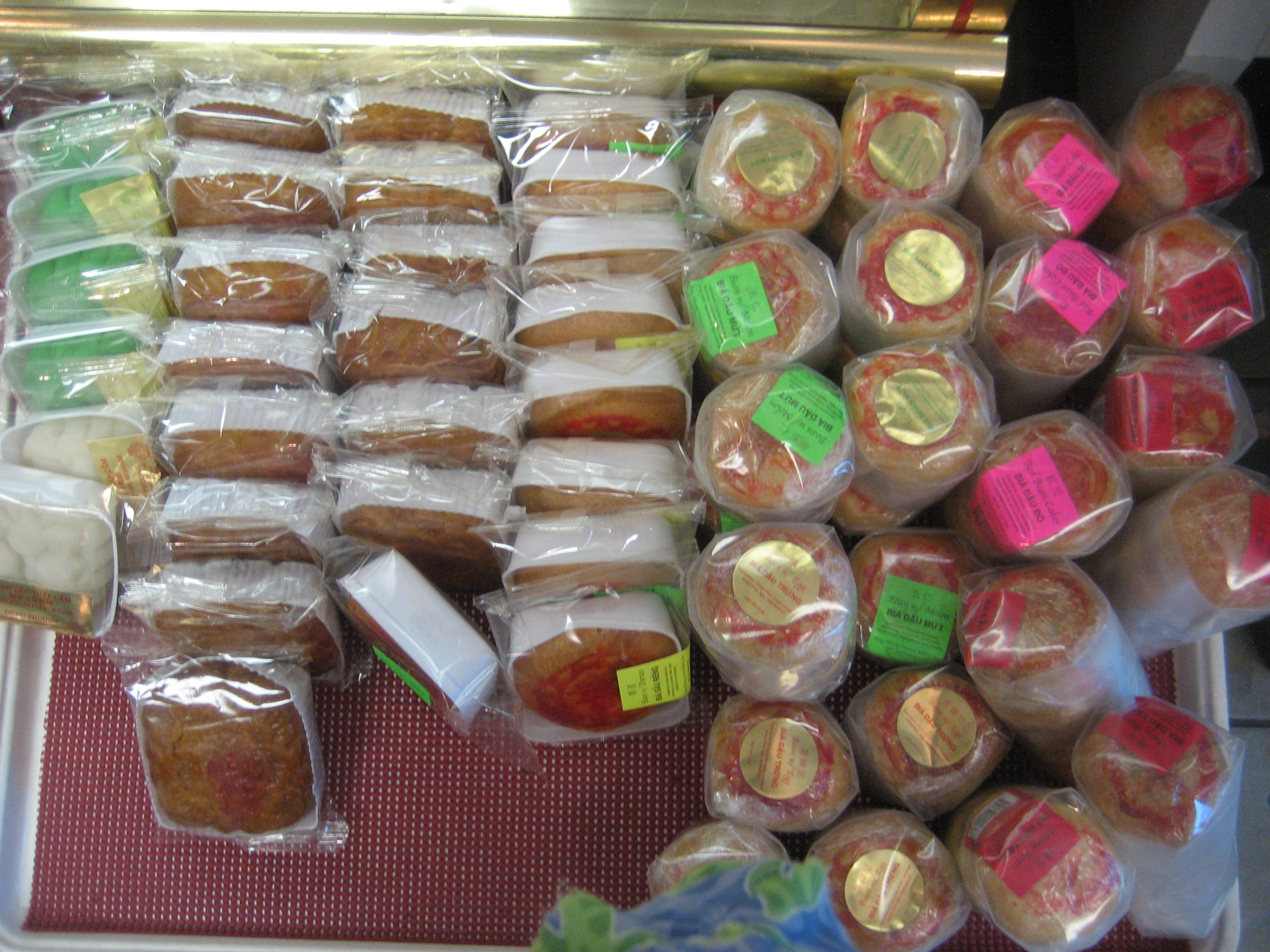
Bánh dẻo, bánh nướng và bánh pía trong một tiệm bánh Việt Nam tại Mỹ

Ở Việt Nam, bánh trung thu bao gồm hai loại: bánh nướng và bánh dẻo. Bánh theo truyền thống cổ truyền ngày xưa thường có nhân thập cẩm nhiều loại như: lạc, vừng, xá xíu, hạt sen, lạp xưởng, lá chanh, mỡ khổ, mứt bí, đường, nước hoa bưởi (hoặc dầu chuối)... Trước đây, bánh trung thu người ta thường bọc giấy hoặc gói kín bằng nilon bày bán nhiều ở các chợ phiên gần dịp trung thu. Ngày nay, bánh được đóng hộp. Các hộp bánh thường bao gồm cả hai loại bánh nướng, bánh dẻo, và trong dịp phá cỗ trông trăng đêm trung thu, hai loại bánh được mang ra ăn cùng nhau, bên cạnh các đồ ăn khác như cốm (và chuối tiêu, trứng cút), hồng, bưởi.
Ngày nay nhân bánh trung thu có thể làm bằng đậu xanh, trứng vịt muối (có thể được thay bằng trứng gà muối hoặc gạch cua đỏ; hoặc nguyên liệu chay như đậu xanh pha dầu màu điều), củ quả...
Việt Nam cũng có loại bánh trung thu rau câu, còn được gọi là bánh trung thu tươi, có công dụng và hình dáng như bánh trung thu truyền thống nhưng được làm từ rau câu (thạch sương sa). Nhân bánh như bánh trung thu nướng nhưng mềm hơn, đa dạng hơn và được làm chín trước khi cho vào bánh. Nhân bánh thường là những loại nhân mềm, dễ kết hợp với độ mềm và giòn của rau câu như bánh flan (caramel), nhân đậu xanh đánh, thạch sữa. Loại bánh này thường không có chất bảo quản vì vậy nó chỉ dùng được trong thời gian ngắn. Trong khi đó, cộng đồng người Hoa ở Thành phố Hồ Chí Minh và các tỉnh miền Tây, nhất là người Tiều không thể thiếu món bánh pía.

### Đài Loan
Tại Đài Loan những chiếc bánh trung thu truyền thống sử dụng nhân làm từ khoai lang. Ngày nay khi văn hóa du nhập phát triển, có thêm nhiều vị mới như kem, trà xanh, sôcôla. Cũng như Hồng Kông, Đài Loan cũng nổi tiếng với bánh trung thu trứng chảy, nhưng dễ bị làm giả.

### Nhật Bản

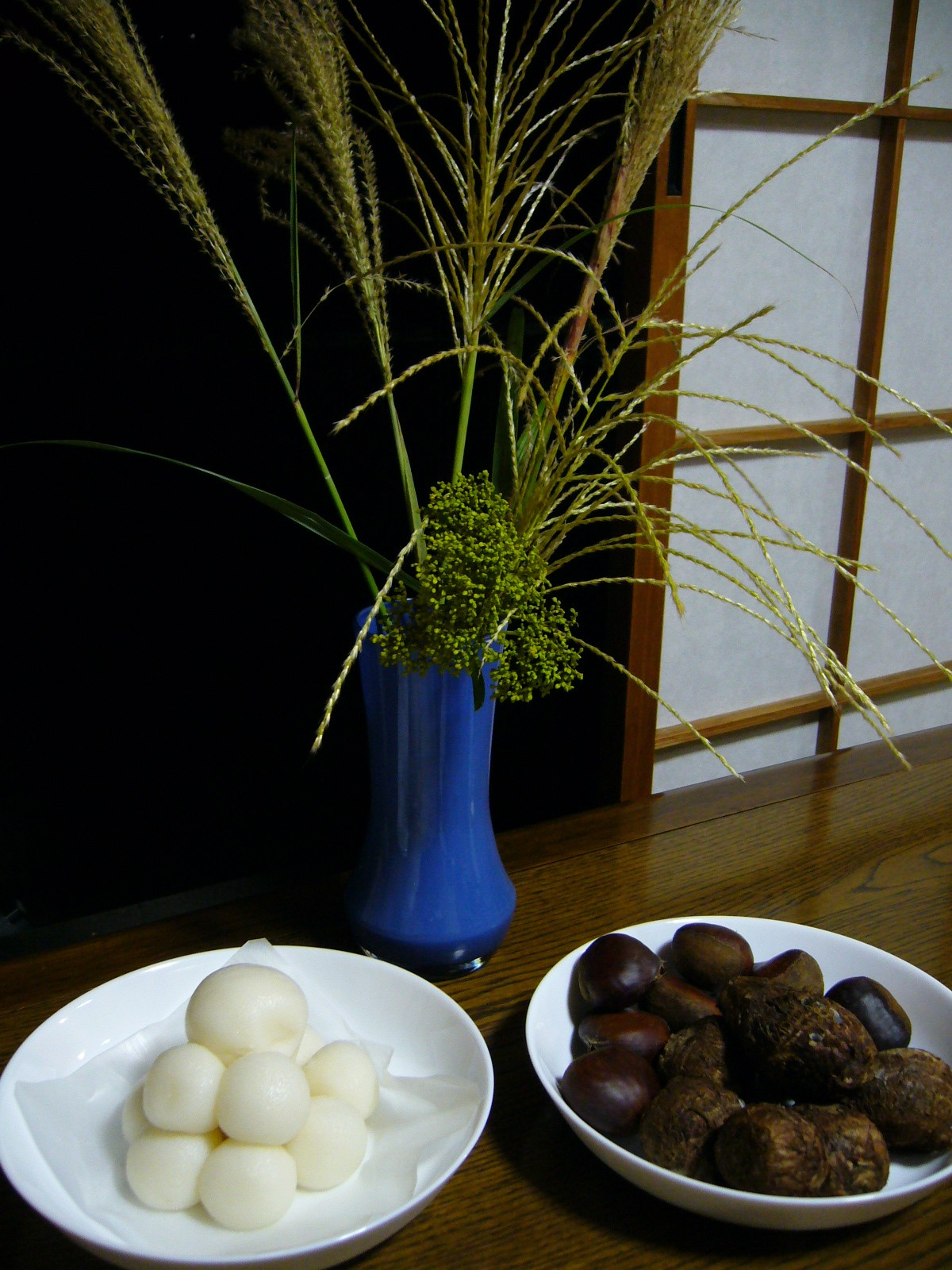
Bánh Tsukimi dango (bên trái) cạnh bình cỏ susuki (chính giữa) và một đĩa hạt dẻ (bên phải)

Ở Nhật Bản bánh trung thu được bán quanh năm, ngoài bánh dày mochi thì loại bánh hay được sử dụng trong lễ tết trung thu của người Nhật là Tsukimi dango (nghĩa đen là bánh trôi trông trăng), nặn hình tròn, màu trắng, được bày theo hình tam giác trên một chiếc kệ gỗ.
Người Nhật dần biết tới bánh nướng của Trung Hoa và cộng đồng người Hoa ở khu phố Tàu thuộc Yokohama có bánh nướng nhân đậu đỏ nhuyễn (azuki) ăn trong dịp Trung thu. Người Nhật không có thói quen ăn trứng muối nên bánh nướng kiểu Hoa ở Yokohama cũng không chứa trứng muối bên trong. Tên tiếng Nhật để gọi cho bánh nướng Trung thu là geppei (月餅).

### Hàn Quốc

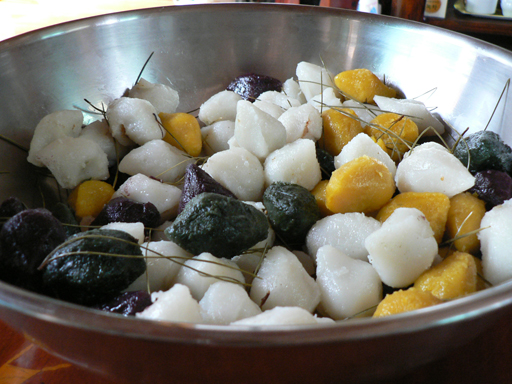
Songpyeon - bánh dày bán nguyệt của Triều Tiên ăn trong dịp Trung thu

Người Hàn Quốc có hai loại bánh đặc biệt là songpyeon, bánh dày hình bán nguyệt và chapssaltteok, bánh gạo nếp truyền thống và bột đậu đỏ. Songpyeon và chapssaltteok được dùng cho ngày Tết Chuseok (tết Trung thu hay lễ Tạ ơn), cách làm giống với mochi của Nhật Bản.

### Philippines
Ở Philippines, bánh trung thu của họ chính là bánh pía của Triều Châu, Trung Quốc mà người Hoa đem đến Philippines từ thế kỷ 16. Bánh thông thường có chứa đậu xanh, khoai môn, đậu đỏ, thịt lợn, khoai lang, hoặc thậm chí sầu riêng. Phần bột ngoài của bánh xếp lớp, ăn hơi giòn.

### Singapore
Tại Singapore bánh trung thu dẻo lạnh trông bề ngoài khá giống bánh trung thu Việt Nam nhưng hương vị thì khá khác biệt; nhờ được bảo quản trong tủ lạnh nên bánh có vị thơm dịu, mát lạnh và độ mềm dai nhất định. Bánh được biến tấu đẹp mắt và ngon miệng hơn, phù hợp với thị hiếu nhiều người với nhiều loại bánh lạ như bánh dẻo nhân trà xanh hay bánh nướng nhân bí đỏ, đặc biệt là bánh nhân sầu riêng Màu sắc của bánh được phối phù hợp với loại nhân bên trong, rất hấp dẫn và bắt mắt.
Singapore cũng nổi tiếng với loại bánh trung thu dát vàng với bột nấm cục truffle bên trong

### Malaysia
Bánh trung thu tại Malaysia đặt sự sáng tạo trong việc làm bánh lên hàng đầu. Ngoài bánh truyền thống ở đây còn có bánh với hình dạng khác nhau như bánh hình sò biển, bông hoa, ngôi sao, và đặc biệt có rất nhiều màu.

### Thái Lan
Ở Thái Lan trước đây bánh trung thu có hình dạng giống quả đào, với niềm tin rằng Bát Tiên sẽ giúp mang đào tới cung trăng để chúc thọ Quan Âm, và các vị thần tiên sẽ ban phước lành cho người Thái. Ngày nay ở Thái Lan phổ biến loại bánh trung thu nướng nhân sầu riêng và lòng đỏ trứng muối.

## Thư viện ảnh

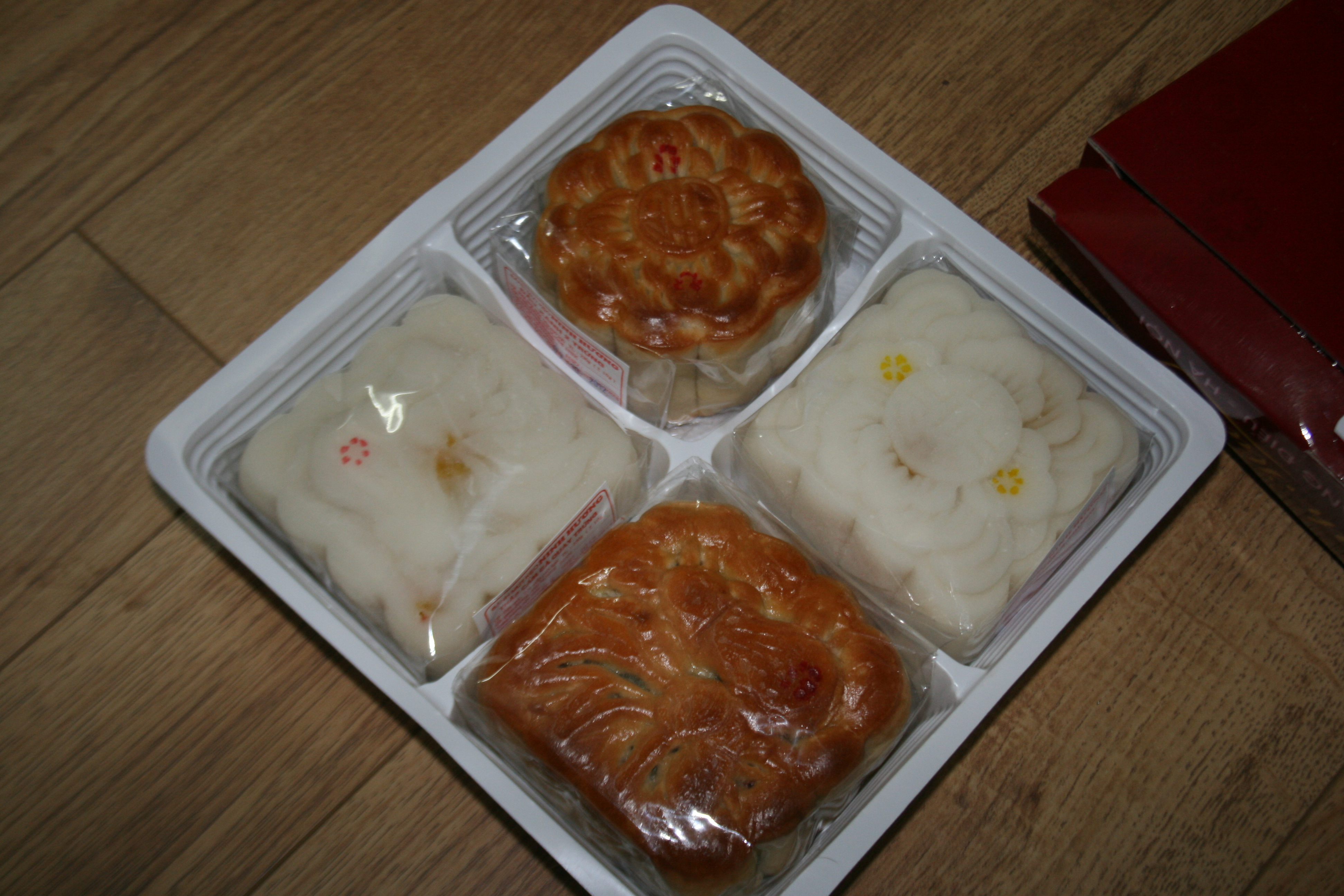
Một hộp bánh trung thu gia truyền tại Hà Nội với bánh nướng và bánh dẻo
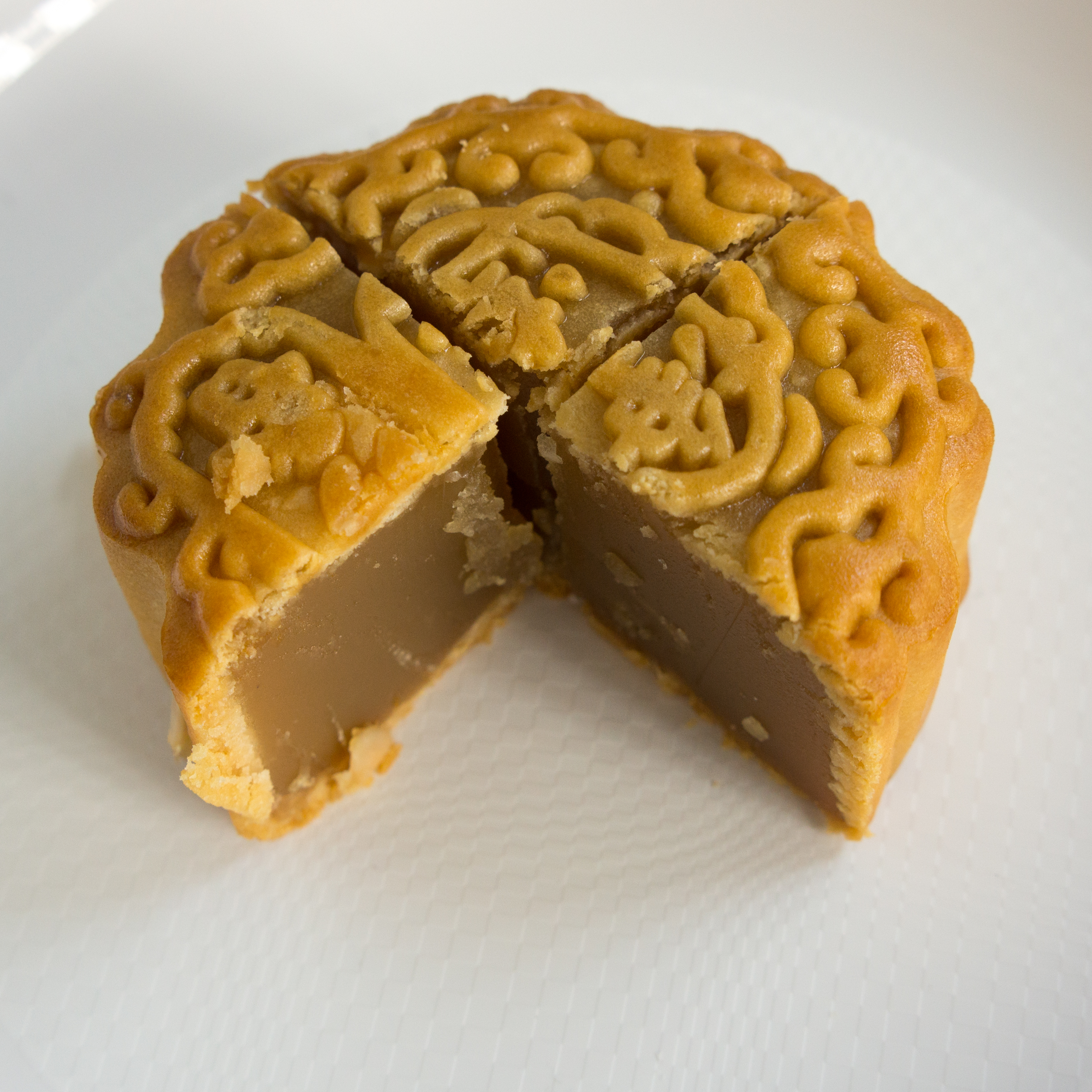
Bánh nướng nhân đậu sen nghiền mịn
Hộp bánh Trung thu
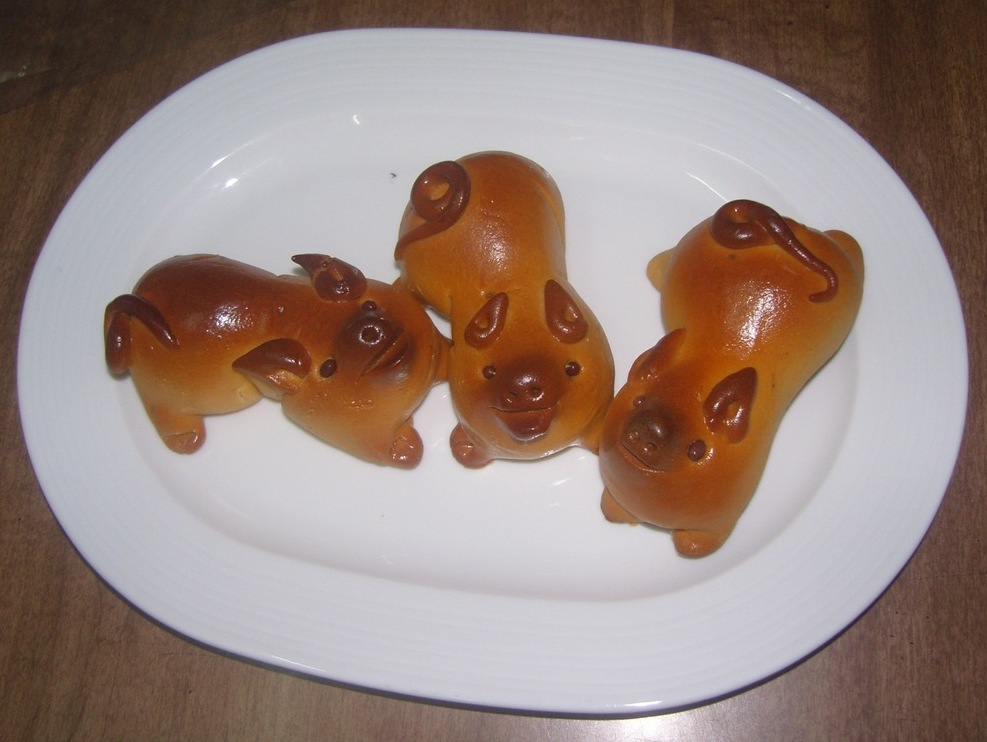
Một dĩa bánh trung thu với hình dạng những chú lợn
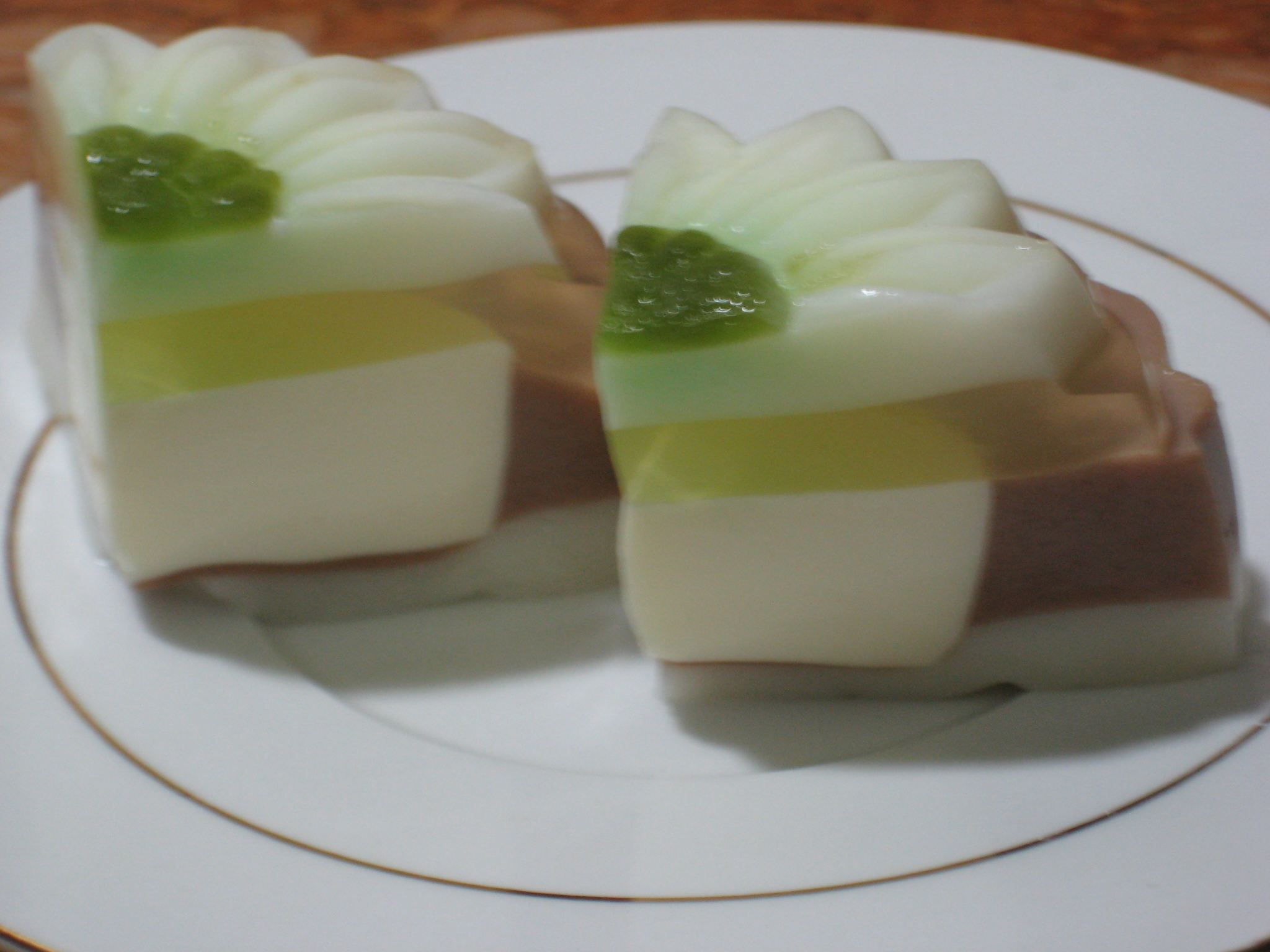
bánh trung thu rau câu nhân sữa
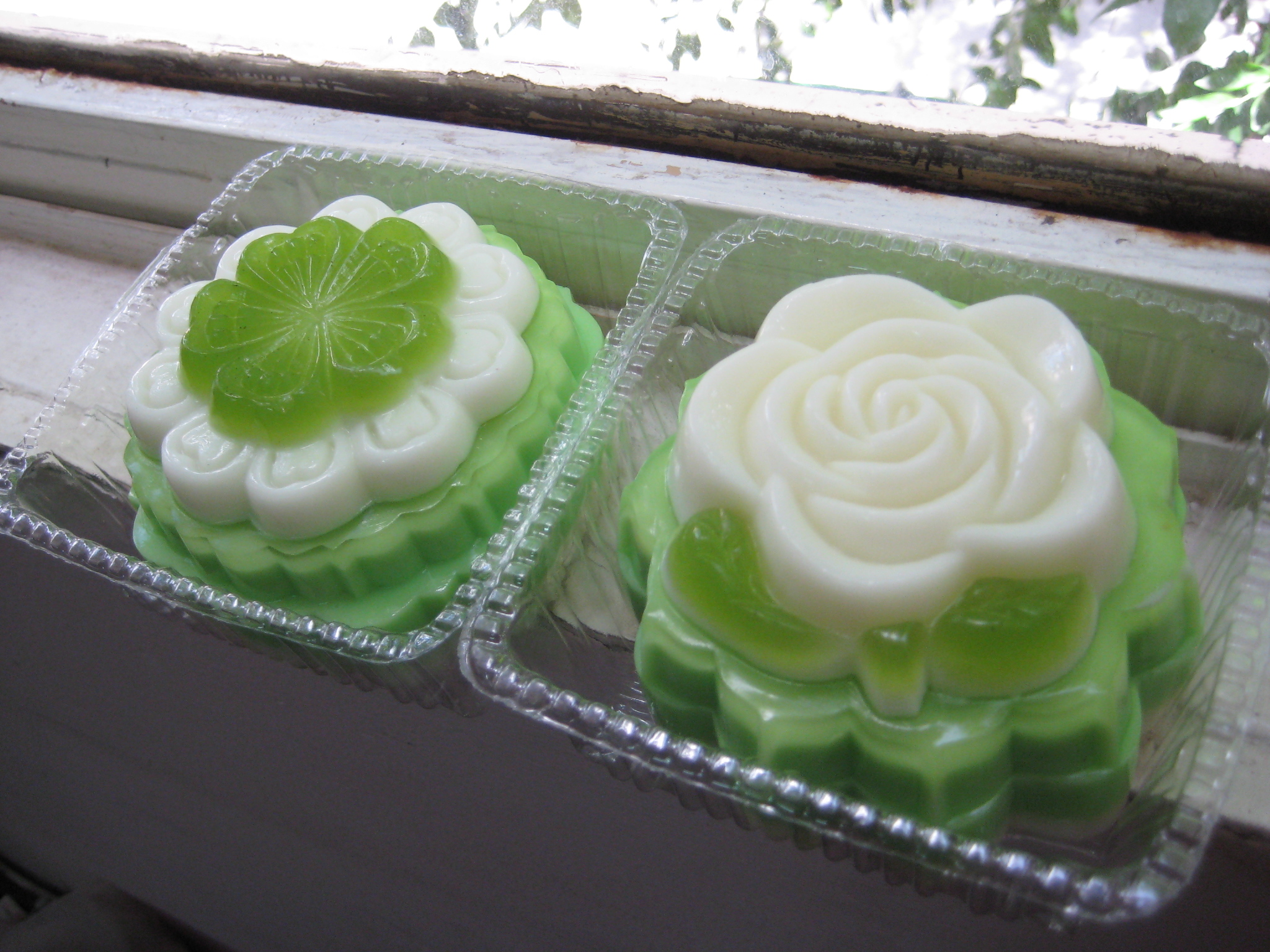
bánh trung thu sâm dứa
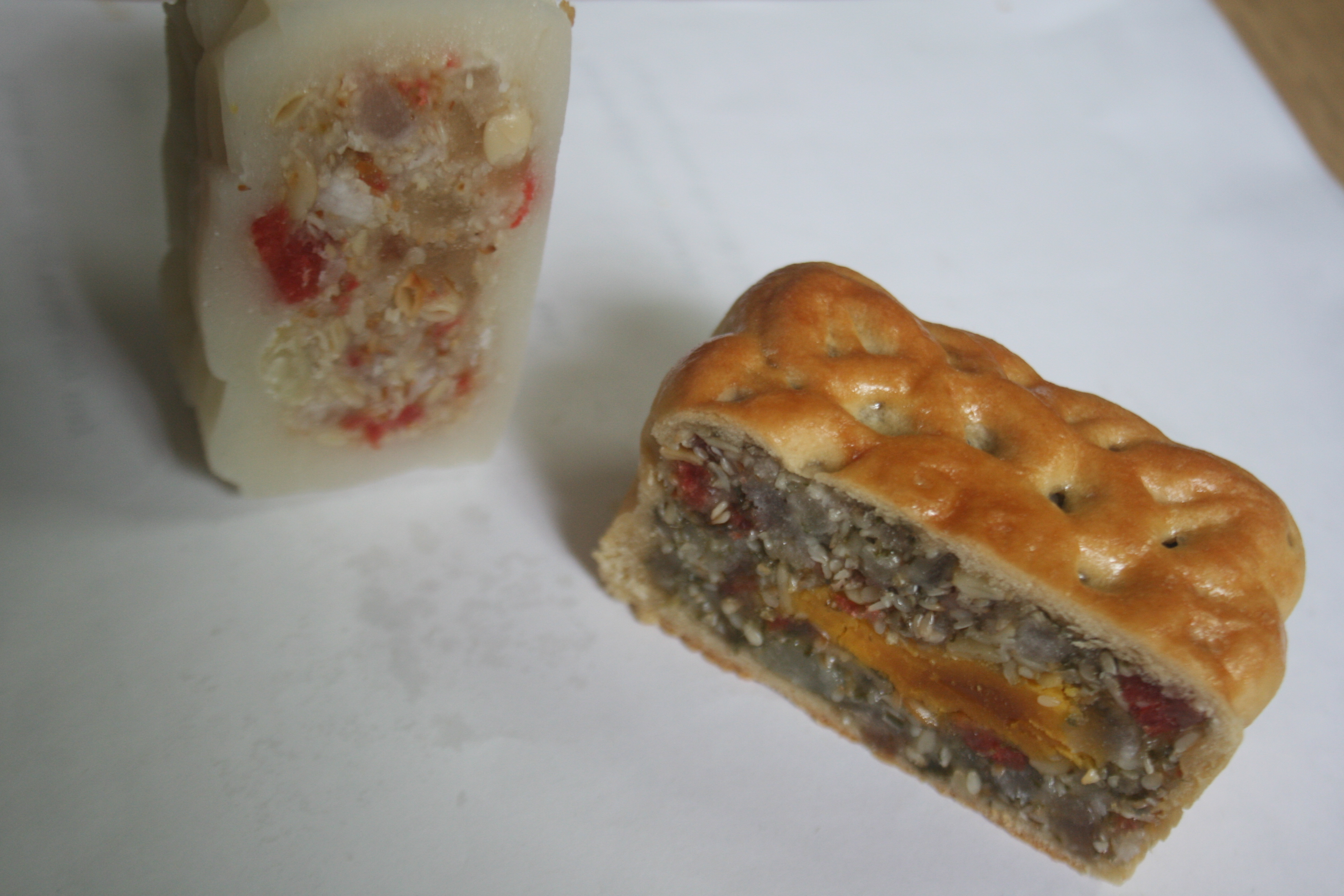
Bánh nướng nhân thập cẩm trứng muối và bánh dẻo nhân thập cẩm
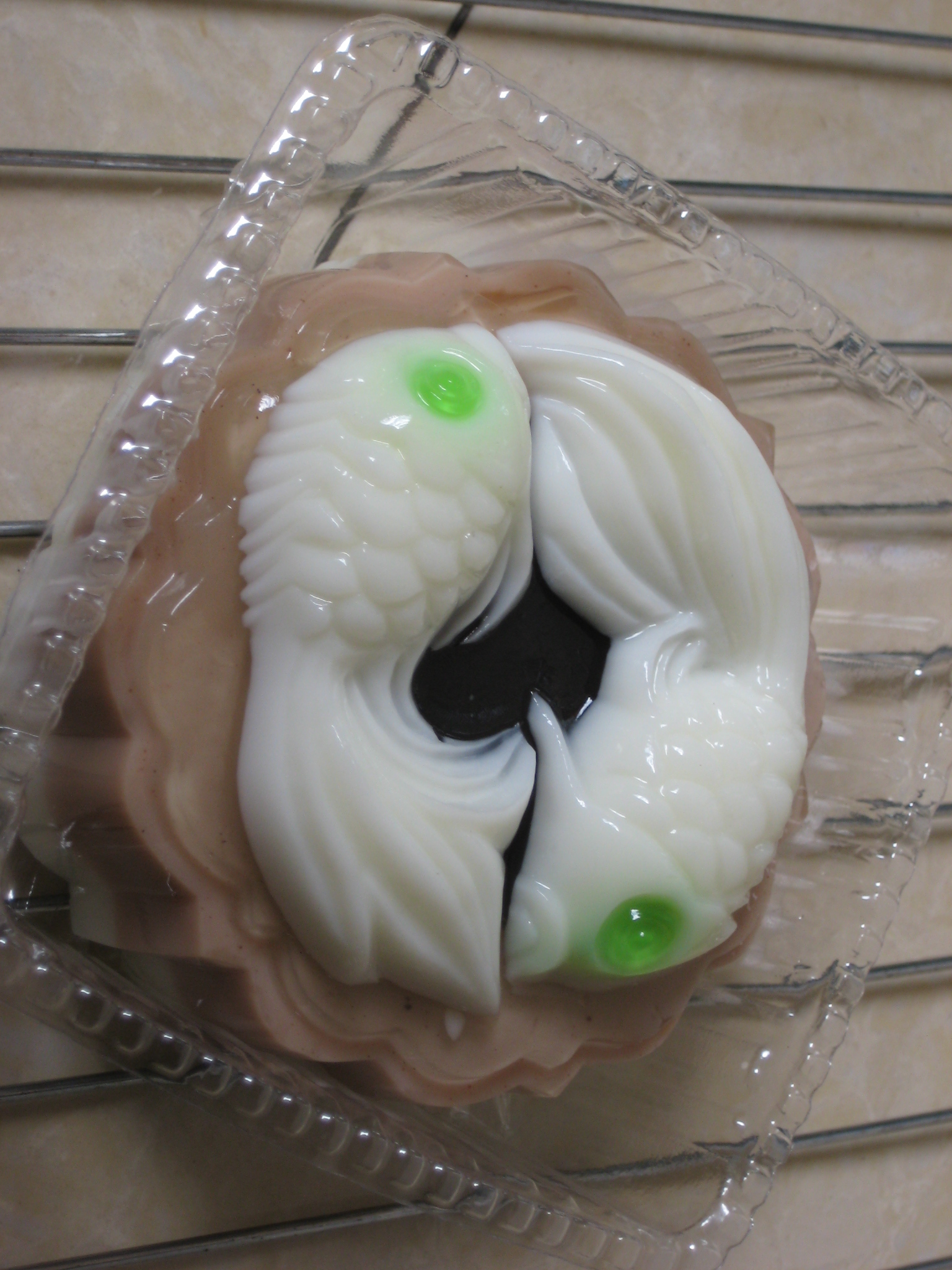
bánh trung thu rau câu nhân café
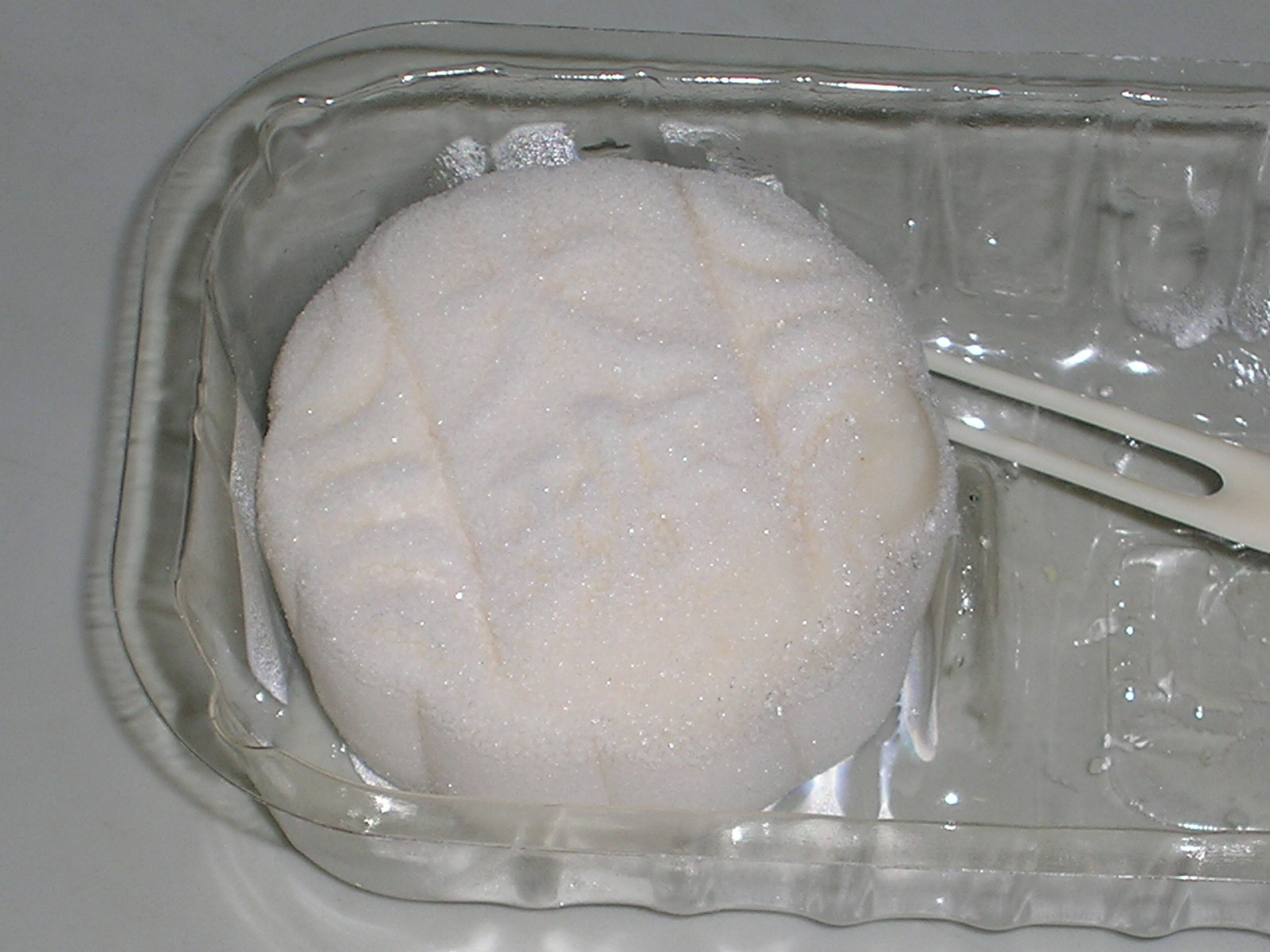
bánh dẻo tuyết
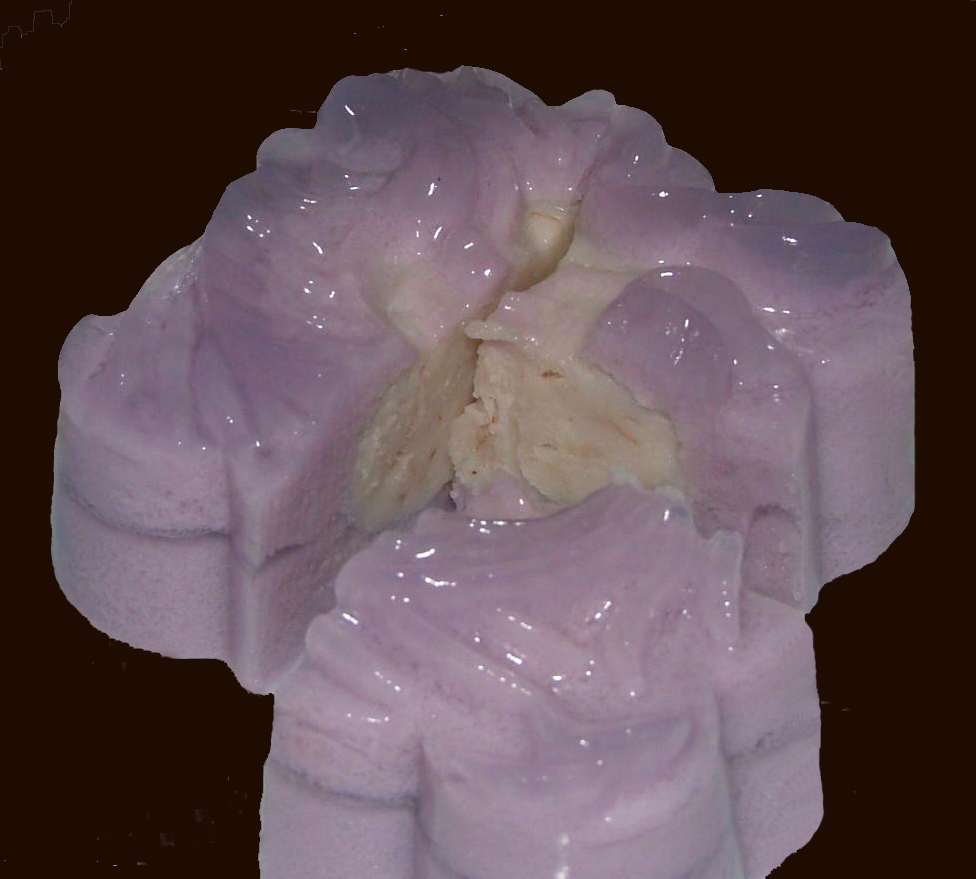
bánh trung thu khoai môn
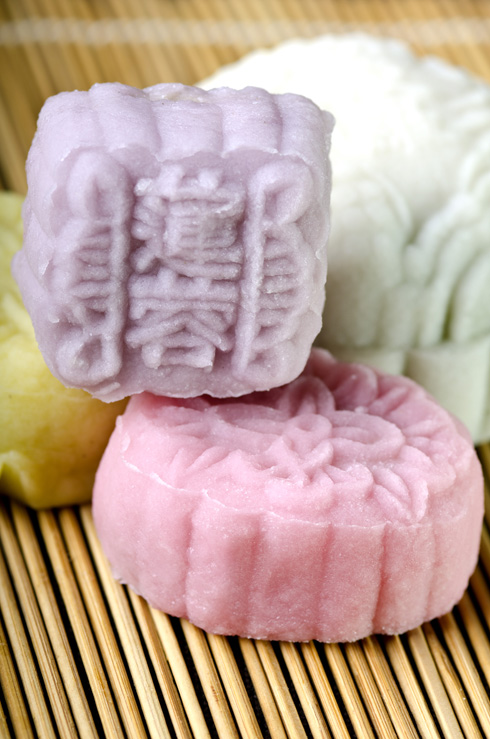
Bánh dẻo lạnh
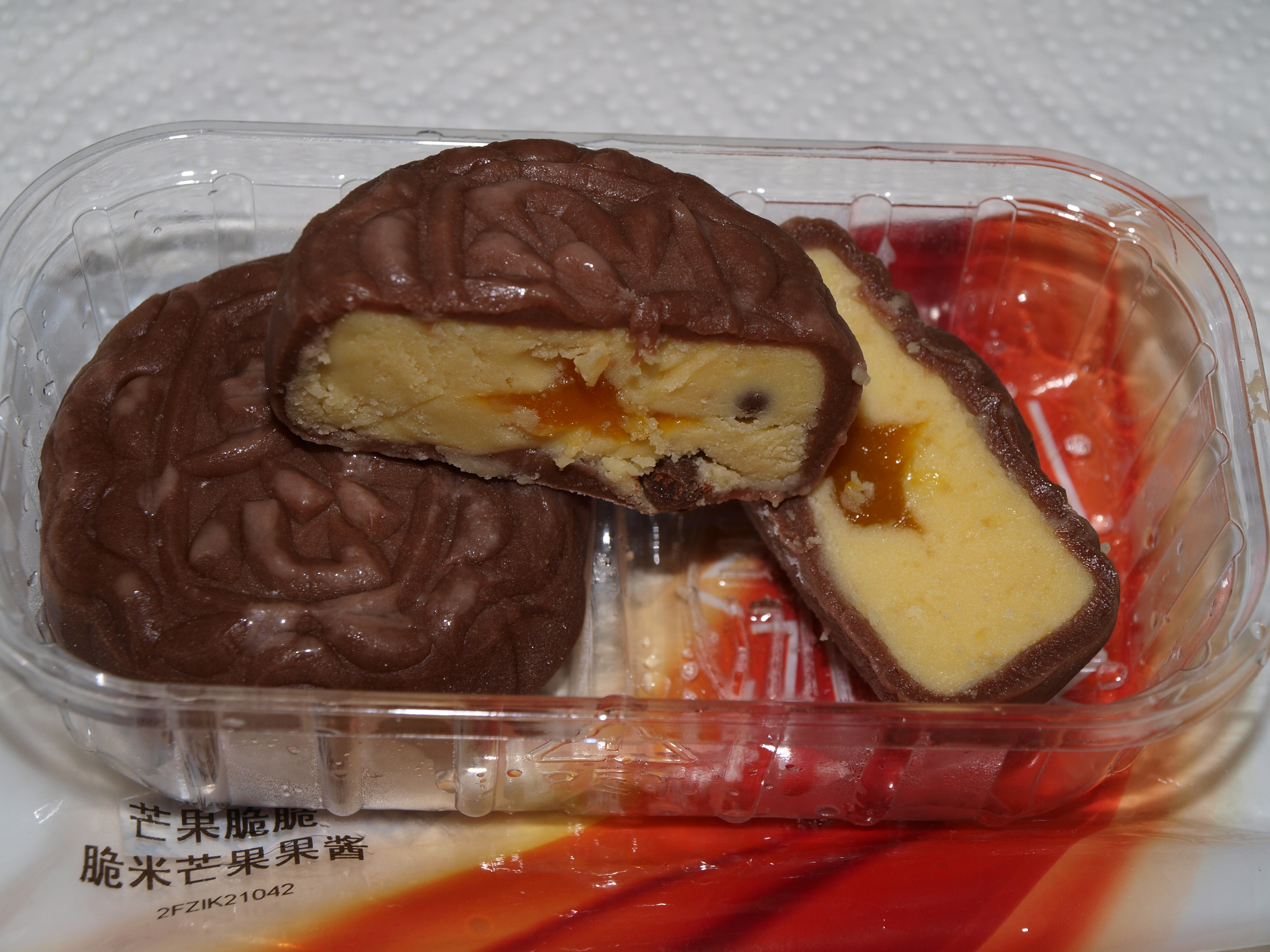
Bánh dẻo lạnh nhân mứt xoài